# Acanaloniidae
Los acanaloníidos (Acanaloniidae) son una familia de insectos hemípteros del suborden Auchenorrhyncha.
La mayoría son verdes; los adultos suelen tener venas pronunciadas en las alas que les dan apariencia de pequeñas hojas, así se mimetizan con las plantas sobre las que se encuentran. Las ninfas y adultos se alimentan de una variedad de plantas.
Es una familia predominantemente de las Américas, en especial América Central y del Sur.

## Géneros
Contiene los siguientes:
- Acanalonia Spinola, 1839
- Aylaella Demir & Özdikmen, 2009
- Batusa Melichar, 1901
- Bulldolonia Gnezdilov, 2012
- Chlorochara Stål, 1869
- Notosimus Fennah, 1965
- Philatis Stål, 1862